# Stati andini
Gli Stati andini sono un gruppo di Paesi che occupano da nord a sud l'America meridionale e che comprende il territorio occupato dal massiccio montuoso della Cordigliera delle Ande, la seconda catena montuosa più alta al mondo. I Paesi che comunemente sono considerati andini sono: Argentina, Perù, Bolivia, Cile, Colombia, Venezuela, Ecuador.
La morfologia è molto aspra soprattutto perché è formata da numerosi massicci montuosi vulcanici, le coste sono rocciose e compatte a sud mentre a nord sono basse e lagunari, tanto che in Venezuela formano l'ampia laguna di Maracaibo, il lago interno più grande dell'America del Sud. Il clima è caldo ed umido attorno all'Equatore, ma diventa più freddo e secco quando si procede verso nord e sud. Le piogge scarseggiano, soprattutto in Cile, dove si trova il vastissimo deserto di Atacama in cui le correnti umide non riescono ad arrivare, a causa della parete rocciosa che è situata tra il mare ed esso. L'idrografia non è molto alta poiché l'asperità del suolo fa sì che la maggior parte dei fiumi non arrivino al mare ma si fermano prima, creando degli specchi lacustri tra cui il lago Titicaca, in Bolivia, che è il lago navigabile più alto al mondo, trovandosi a 3.812 m s.l.m.

## Storia
Prima dell'arrivo degli Spagnoli, queste zone erano abitate dai Chibcha, nelle Ande settentrionali, e dagli incas, nelle Ande meridionali. cunei dei quali molto grandi, altri più piccoli, ma tutti con qualcosa in comune che li unisce tra loro: la Cordigliera delle Ande.